# Southwest City
Southwest City – miasto w Stanach Zjednoczonych, w stanie Missouri, w hrabstwie McDonald.